# بيرت جاكوبس
بيرت جاكوبس (1866 في أستراليا - 1948) (بالإنجليزية: Bert Jacobs)‏ هو لاعب كريكت نيوزلندي.

## وصلات خارجية
- بيرت جاكوبس على موقع إي آس بي آن كريك إنفو (الإنجليزية)